# Pedro António Avondano
Pedro António Avondano, (Lisboa , 16 d'abril de 1714 - Idem, 1782 ), va ser un violinista i compositor portuguès d'origen italià. El seu pare, Pietro Giorgio Avondano, oriünd de Gènova, era violinista a la cort de Joan V, i aleshores era un dels molts músics italians presents a la cort portuguesa, enriquit per l'afluència d'or del Brasil.
Avondano va ser compositor i primer violinista de la Cambra Reial de Joan V. Com Domenico Scarlatti, en aquell moment també contractat per la cort portuguesa, Pedro António Avondano destaca especialment per les seves sonates per a clavicèmbal i la seva música sacra. Però també va escriure òperes, com Zenobia (completament desconeguda fins avui), Berenice i Didone (amb llibrets de Metastasio) i Il Filosofo di Campagna (basada en el text de l'escriptor Carlo Goldoni). Dels tres últims, només se'n coneixen alguns fragments. L'únic que va sobreviure en la seva totalitat va ser Il Mondo della Luna, també de Goldoni.
Després del terratrèmol de 1755, va tenir un paper molt important en la reorganització de l'"Irmandade de Santa Cecília", associació professional a la qual estaven legalment obligats a pertànyer tots els músics professionals de l'època, fet que li va permetre ajudar a altres músics en dificultat.
A principis de la dècada de 1760, Avondono era un dels músics més influents de la capital. Va ser elegit secretari de la Confraria de Santa Cecília en una sessió que va tenir lloc a casa seva, el 27 de juny de 1765. A més de pertànyer a la ben remunerada Orquestra de la Cambra Reial, va actuar amb freqüència com a instrumentista, tant en cerimònies civils i religioses. Els seus ingressos li van permetre adquirir, per 480 reis, el Grau de Cavaller de l'Orde de Crist, el 15 de juny de 1767.
També va organitzar vetllades i balls, sobretot a la colònia anglesa a Portugal. A partir del 1766 organitzà, també a casa seva, un club anomenat "Assemblea de Nacions Estrangeres", on les diferents comunitats es reunien, ballaven i jugaven a cartes dos cops per setmana. Allà es van celebrar els primers concerts públics a la ciutat de Lisboa.
Tanmateix, durant el regnat de Maria I, el seu prestigi sembla haver minvat en els cercles musicals de la cort.
Una part dels manuscrits d'Avondono va desaparèixer, probablement durant el terratrèmol. Del que queda, una part considerable es troba dispersa per diverses biblioteques europees.
Pedro António Avondano va morir a Lisboa als 68 anys.

## Obres principals
- Il mondo della luna (burletta)
- Berenice (òpera)
- Il Filosofo di campagna (òpera)
- Morte d'Abel (oratori)
- Il voto di Jefte (oratori)
- Adão e Eva (oratori)

També va escriure diverses àriess per a clavicèmbal i minuets per a dos violís i baix. L'oratori Morte d'Abel va ser recuperat en una edició crítica, basada en l'única còpia manuscrita coneguda, conservada a la Biblioteca Estatal de Berlín, i es va estrenar per l'orquestra Divino Sospiro , al febrer de 2012.
Edicions

- Forty-nine Lisbon minuets by Pedro Antonio Avondano, ed. Mary Farrar Hatchette, Tulane University of Louisiana, 1971 - 334 pp.

Enregistraments

- Avondano. Sonata in C major. Sousa Carvalho. Toccata in G minor, Allegro in D major. Ruggero Gerlin (clavicèmbal). Philips © 835769I.Y LP, 1967
- Harpsichord works. Rosana Lanzelotte. Portugaler, 2006.[12]
- 1700 The Century of the Portuguese. Divino Sospiro. Reg. Enrico Onofri. Soprano: Gemma Bertagnoli. Dynamic. Serie Musica Antica.